# Phare de Little Sable Point
Le phare de Little Sable Point (en anglais : Little Sable Point Light), est un phare  du lac Michigan, sur la péninsule inférieure du Michigan situé au sud de Pentwater, dans le Comté d'Oceana, Michigan. Inactif depuis 2014, il se trouve au sud du Silver Lake State Park (Michigan) (en) dont il fait partie maintenant.
Ce phare est inscrit au Registre national des lieux historiques depuis le 19 juillet 1984 sous le n° 84001827 et au Michigan State Historic Preservation Office.

## Historique
Le phare a été conçu par le colonel Orlando Metcalfe Poe. Il a été posé sur une fondation de 109 pieux en bois enfoncés dans le sable, et recouvert de pierre. Les murs de la tour en brique ont une épaisseur de 1,5 m à la base et de 0,61 m au sommet.
Après la perte du schooner Pride en 1866, le besoin d'un phare à cet endroit a été entendu. Le Congrès a approuvé le financement en 1871, mais la construction a été retardée jusqu'en 1874 en raison du manque de routes vers le site. La salle de la lanterne comporte huit panneaux fixes dans sa section inférieure, et la partie supérieure a dix panneaux rotatifs. Elle contient une lentille de Fresnel de troisième ordre. La lanterne est coiffée d'un toit en cuivre.
En 1954, la résidence du gardien du phare a été détruite par la Garde côtière lorsque l'électricité a atteint le site et que l'éclairage a été automatisé.
Avant 1900, la brique était laissée dans sa couleur et son état naturels, car elle était exceptionnellement dure et résistait bien aux éléments. Cependant, l'avoir dans des tons naturels était une aubaine pour le gardien du phare, qui l'avait pas besoin d'appliquer une couche annuelle de badigeon. En 1900, la lumière a été peinte en blanc pour la première fois, pour apaiser les plaintes des marins qui ont dit que la brique était difficile à voir. Il est resté cette couleur jusqu'en 1975, quand il a été sablé, et est revenu à sa couleur naturelle.
Le phare de Big Sable Point (érigé en 1867) a la même hauteur et se trouve à plusieurs milles au nord. Il se distingue la nuit de Little Sable en ayant une lumière blanche fixe, et de jour par la marque de jour en noir et blanc.

### Statut actuel
Pour la première fois en plus de 50 ans (dernière ouverture en 1949), en juin 2006, le phare a ouvert au public, afin qu'ils puissent maintenant gravir ses 139 marches et voir la lentille de Fresnel du troisième ordre fabriquée par Sautter & Co. de Paris et le paysage panoramique. Il est ouvert tous les jours de 10h00 à 17h00 du premier week-end de juin à fin septembre.
La présence et l'utilisation continue de la lentille de Fresnel du troisième ordre d'origine en font une lumière relativement rare. Il s'agit de l'un des soixante-dix objectifs de ce type toujours opérationnels aux États-Unis, dont seize sont utilisés sur les Grands Lacs, dont huit au Michigan.
Il est inscrit au registre national des lieux historiques. Il n'est pas inscrit sur le registre d'État, mais se trouve dans une zone protégée, c'est-à-dire un parc d'État.
Le phare est inactif depuis 2013/14.
Identifiant : ARLHS : USA-443 ; USCG :  7-18645 .

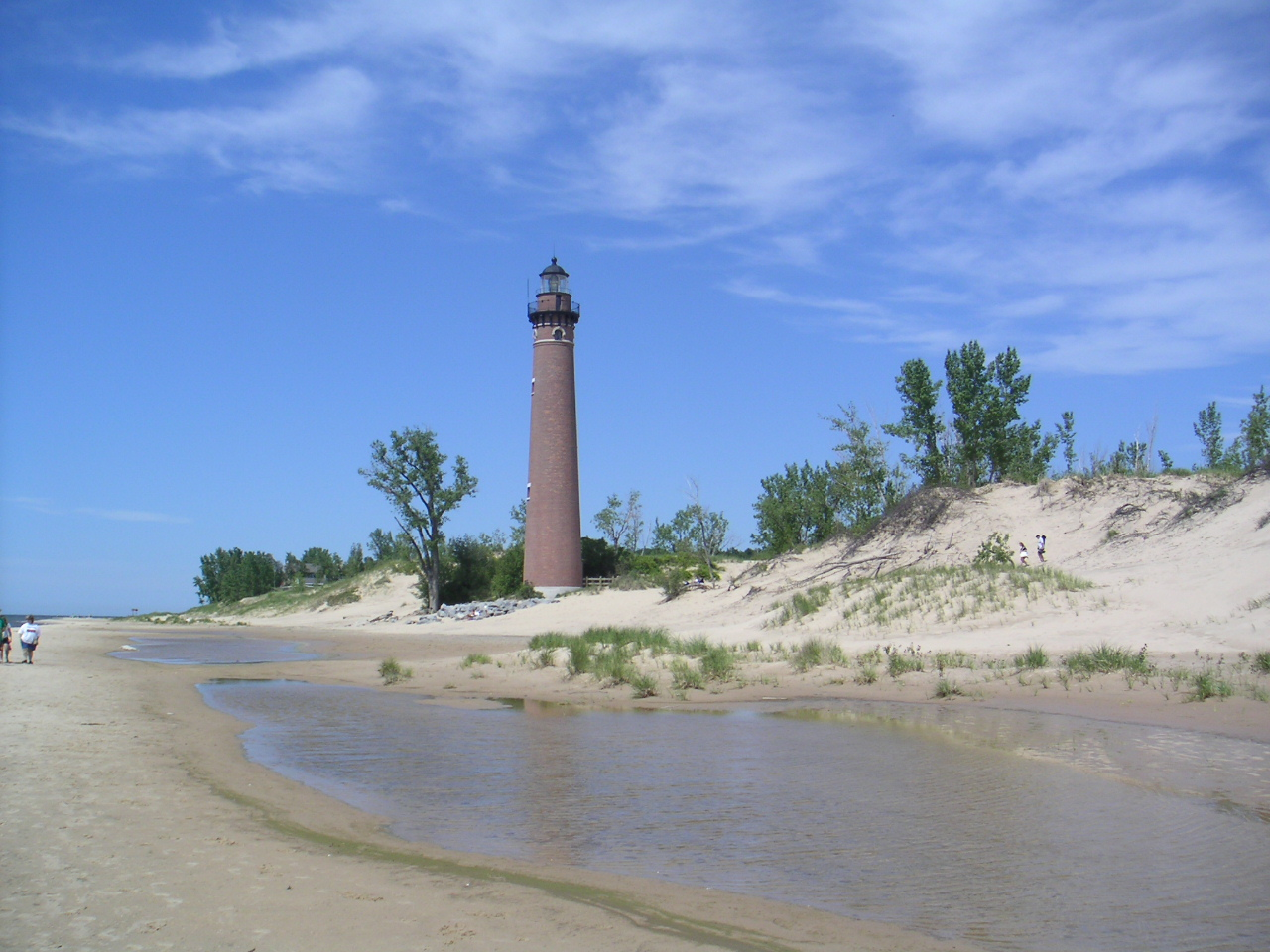
Little Point Sable
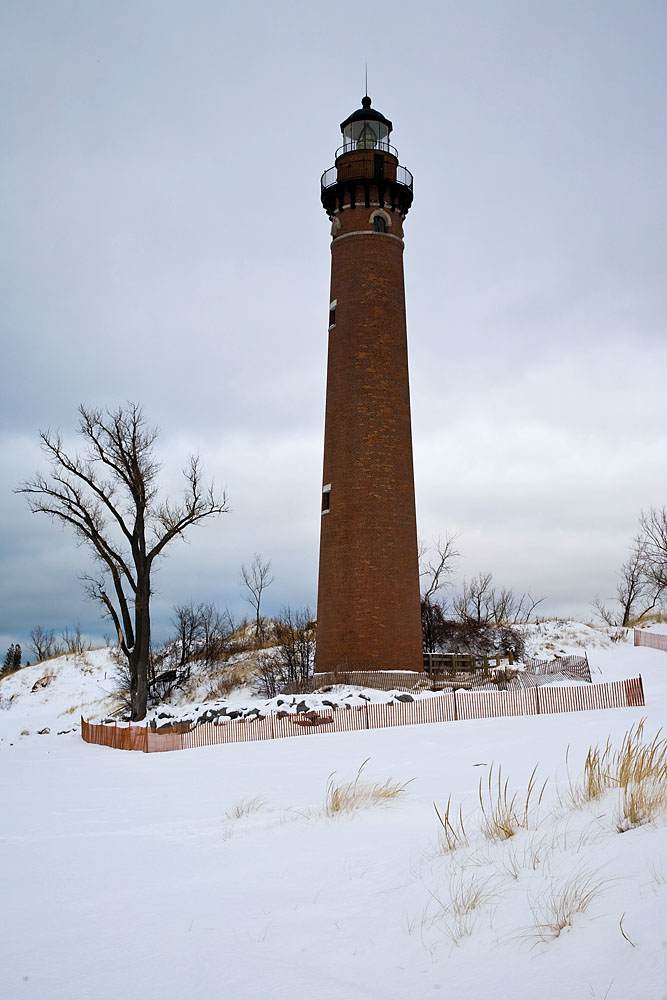
Le phare

### Lien connexe
- Liste des phares au Michigan